# Parc national du Dartmoor
Le parc national du Dartmoor (anglais : Dartmoor National Park) s'étend sur environ 1 000 km2 et se situe entre Plymouth et Exeter dans le Devon. Il y a beaucoup de Tor, monticule de roche, dans cette région. Il existe également de nombreux sites préhistoriques, cercles de pierres, etc.